# جنبش‌های مقاومت در جنگ جهانی دوم
جنبش‌های مقاومت در جنگ جهانی دوم در هر کشور اشغال شده از طریق ابزارهای مختلفی از جمله عدم همکاری، اطلاعات غلط، مخفی کردن خلبانان سقوط کرده و حتی جنگ‌های مستقیم و بازپس‌گیری شهرهای اشغال شده شکل گرفته و فعالیت کرده است. در بسیاری از کشورها، جنبش مقاومت برخی اوقات زیرزمینی هم بوده است.
یکی از مهم‌ترین جنبش‌های مقاومت، مقاومت لهستان، شامل ارتش لهستان، لسنی، یا پارتیزان‌های لهستان که علیه نازی‌ها می‌جنگیدند، و دولت زیرزمینی لهستان است. پارتیزان‌های اتحاد جماهیر شوروی، در طی سال‌هایی که کشورهای اروپایی توسط آلمان نازی اشغال شده بود؛ مقاومت ایتالیا که به‌طور عمده توسط حزب کمونیست ایتالیا رهبری می‌شد؛ مقاومت فرانسه، پارتیزان‌های یوگسلاوی، مقاومت بلژیک، مقاومت نروژ، مقاومت دانمارک، مقاومت یونان، مقاومت هلند و مخالفان سیاسی تحت تعقیب آلمانی (۱۶ گروه اصلی مقاومت و حداقل ۲۷ تلاش شکست خورده برای ترور هیتلر)، علیه اشغالگری آلمان نازی وجود داشته است.
بسیاری از کشورها جنبش‌های مقاومتشان را برای مبارزه با محور مهاجمان اختصاص داده بودند. در کشور آلمان نیز جنبش ضد نازی وجود داشت. اگرچه بریتانیا در طول جنگ جهانی دوم اشغال نشد، ولی این کشور آمادگی‌های پیچیده‌ای برای یک جنبش مقاومت فراهم کرد. در انگلستان سازمان اصلی برای مقاومت توسط سرویس اطلاعاتی مخفی (SIS, aka MI6) ایجاد شد که هم‌اکنون به عنوان بخش VII شناخته می‌شود. علاوه بر این یک نیروی کماندوی مخفی به نام واحدهای کمکی نیز در این کشور به وجود آمد. سازمان‌های گوناگونی نیز برای تشکیل سلول‌های مقاومت خارجی یا حمایت از جنبش‌های مقاومت موجود، مانند سازمان عملیات ویژه بریتانیا، دفتر خدمات استراتژیک آمریکا (پیشگام آژانس مرکزی اطلاعات)، تشکیل شدند.
جنبش‌های مقاومت علیه مهاجمان متحد با آلمان نازی نیز مبارزه می‌کردند. در مستعمره‌های ایتالیا در شاخ آفریقا، بعد از اینکه نیروهای ایتالیایی در جنگ‌های شرق آفریقا شکست خوردند، در سال‌های ۱۹۴۱ تا ۴۳ برخی ایتالیایی‌ها در جنگ‌های چریکی علیه بریتانیا نیز شرکت کردند.
«برادران جنگل» در کشورهای استونی، لتونی و لیتوانی در کنار بسیاری از رزمندگانی که علیه اشغال کشورهای حوزه بالتیک توسط اتحاد شوروی عملیات می‌کردند، می‌جنگیدند. در طول یا پس از جنگ، مقاومت مشابه ضد شوروی در مکان‌هایی مانند رومانی، لهستان، بلغارستان، اوکراین و چچن افزایش یافت.
در سال‌های جنگ جهانی دوم ژاپنی‌ها نیز در «مبارزه تا آخرین نفر» معروف بودند.

## سازماندهی
پس از اولین شوک بعد از تهاجم برق آسای آلمان‌ها، مردم در کشورهای اشغال شده به ویژه هنگامی که اخراج یهودیان و گروه‌های دیگر به اردوگاه‌های کار اجباری شروع شد چه به صورت محلی و چه به صورت گروه‌های بزرگ و در مقیاسی گسترده برای مقاومت شروع به سازماندهی کردند. سازماندهی گروه‌های رزمنده خطرناک بود، مقاومت بسیاری افراد به صورت فردی انجام می‌شد. این سازماندهی به زمین بستگی داشت؛ در مناطق بزرگی از سرزمین‌های غیرمسکونی، به خصوص تپه‌ها و جنگل‌ها، سازماندهی هسته‌های مقاومت به راحتی انجام پذیر بود. این شرایط، به خصوص به نفع پارتیزان‌های شوروی در اروپای شرقی بود. در هلند که جمعیت آن زیاد بود، بیابان بیسبوش می‌توانست برای مخفی شدن گروه‌های مقاومت استفاده شود. در شمال ایتالیا هر چند که بسیاری تیم‌های پارتیزانی در داخل شهرهای بزرگ عملیات می‌کردند؛ ولی مناطق آلپ و آپنین پناهگاه‌های خوبی برای گروه‌های پارتیزان به‌شمار می‌رفت.
در کشورهای تحت اشغال نازی‌ها گروه‌های مختلفی وجود داشتند که در مقاومت شرکت می‌کردند. این گروه‌ها در فعالیت‌های مختلفی مانند کمک‌های بشردوستانه تا مقاومت مسلحانه شرکت می‌کردند یا در تسهیل فعالیت گروه‌های مقاومت سهیم بودند. اگرچه مقاومت‌ها معمولاً به صورت خودجوش بود، اما به‌طور عمده از طرف لندن و مسکو حمایت می‌شد.
یونان، یوگسلاوی، لهستان و اوکراین تعداد زیادی از مقاومت‌کنندگان در برابر اشغال آلمان را داشتند. در اروپای غربی، جایی که دست آلمان کمتر سرکوبگر بود، مقاومت‌کنندگان کمتر بودند. با این حال، در غرب، به گفته مورخ تونی جودت، «اسطوره مقاومت بیشترین اهمیت را داشت.»
تعدادی از منابع خاطرنشان می‌کنند که ارتش خانگی لهستان بزرگ‌ترین جنبش مقاومت در اروپای تحت اشغال نازی‌ها بود. نورمن دیویس می‌نویسد که «ارتش میهنی (Armia Krajowa), AK،... می‌تواند به درستی ادعا کند که بزرگ‌ترین [سازمان] مقاومت اروپایی است.» مارک وایمن می‌نویسد که «آرمیا کراجوا بزرگ‌ترین واحد مقاومت زیرزمینی در اروپای زمان جنگ محسوب می‌شد.» با این حال، تعداد پارتیزان‌های شوروی بسیار شبیه به مقاومت لهستان بود، برای مقاومت فرانسه، فرانسوا مارکو تخمینی از ۲۰۰۰۰۰ فعال و ۳۰۰۰۰۰ نفر دیگر با مشارکت قابل توجه در عملیات مقاومت ارائه داد. جیووانی دی کاپوا تخمین می‌زند که تا اوت ۱۹۴۴، تعداد پارتیزان‌ها به حدود ۱۰۰۰۰۰ نفر رسیده بود و با قیام نهایی در آوریل ۱۹۴۵، این تعداد به بیش از ۲۵۰۰۰۰ نفر افزایش یافت.

## اشکال مقاومت

### مقاومت مسالمت‌آمیز
- خرابکاری، کسانی که مجبور بودند برای آلمانی‌ها کار کنند، اغلب به آرامی کار می‌کردند یا در کار تخریب می‌کردند.
- اعتصاب و تظاهرات توسط گروه‌های حرفه‌ای مقاومت، کلیساها، دانشجویان، کمونیست‌ها و پزشکان.

### مقاومت مسلحانه
- حمله به دفاتر توزیع کوپن غذا یا به دفاتر اسناد اردوگاه آشویتس مانند دفتر ثبت تولد برای به‌دست آوردن اطلاعات مربوط به یهودیان و کسانی که تحت مراقبت نازی‌ها بودند.
- آزادسازی موقت مناطق، آزادسازی یوگسلاوی، پاریس و شمال ایتالیا، که بعضی اوقات با همکاری نیروهای متفقین صورت می‌گرفت.
- قیام‌هایی مانند ورشو در سال‌های ۱۹۴۳ و ۱۹۴۴ و اردوگاه‌های کشتار جمعی مانند سوبیور در سال ۱۹۴۳ و آشویتس در سال ۱۹۴۴
- ادامه جنگ و جنگ چریکی، مانند جنگ‌های پارتیزانی در اتحاد جماهیر شوروی و یوگسلاوی و فرانسه
- جاسوسی، از جمله ارسال گزارش نقل و انتقال‌های نظامی، گزارش آب و هوا و غیره
- نشریات غیرقانونی (شب‌نامه) برای مقابله با تبلیغات نازیها
- گوش دادن به برنامه‌های بی‌بی‌سی برای بولتن‌های خبری و پیام‌های کد شده
- مقاومت سیاسی برای آماده‌سازی سازماندهی مجدد پس از جنگ
- کمک به پنهان شدن مردم برای فرار از کار اجباری یا تبعید
- کمک به پرسنل نظامی متفقین در پشت خطوط محور
- دادن مدارک جعلی به زندانیان جنگی و وصل ارتباط آن‌ها با هسته‌های مقاومت
- جعل اسناد

## عملیات مقاومت

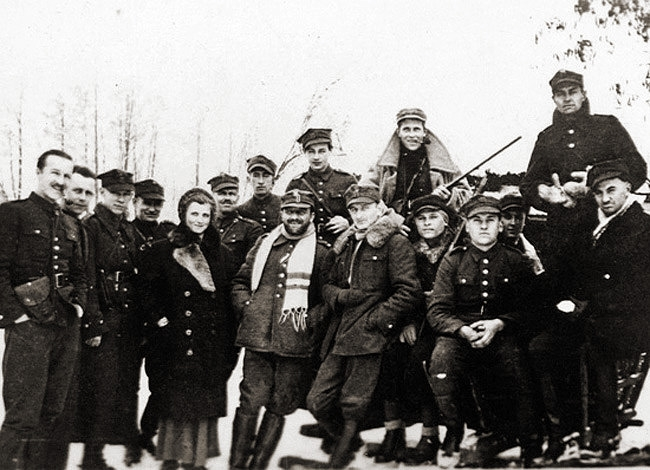
اولین حزب جنگ جهانی دوم هوبال و واحد او - لهستان زمستان ۱۹۳۹

### ۱۹۳۹ تا ۱۹۴۰
در مارس ۱۹۴۰، یک واحد پارتیزان از اولین سازمان چریکی جنگ جهانی دوم در اروپا، تحت رهبری سرگرد هنریک دوبرزانزسکی (هوبال)، یک تیپ پیاده‌نظام آلمانی را در یک درگیری در نزدیکی دهکده لهستانی را به‌طور کامل نابود کرد. چند روز بعد در یک کمین در نزدیکی روستای سزالاسی تلفات سنگینی بر واحد دیگری از آلمان‌ها وارد کرد. با گذشت زمان، نیروهای مقاومت افزایش کمی و کیفی داشتند. برای مقابله با این تهدید، مقامات آلمانی یک یکان هزار نفره ویژه ضد پارتیزان با یک واحد زرهی پانزر را تشکیل دادند. گرچه تیپ دوبرزانزسکی هیچ‌وقت نیروی رزمنده اش بیش از ۳۰۰ نفر نبود، ولی آلمان‌ها حداقل ۸٬۰۰۰ نفر را در این منطقه کشتند تا آن را امن کنند.
در سال ۱۹۴۰، ویتولد پیلتسکی، یکی از فرماندهان مقاومت لهستان، به فرماندهان مافوق خود طرحی را ارائه داد که می‌تواند به اردوگاه کار اجباری آشویتس آلمان، نفوذ کند و از داخل آن دست به جمع‌آوری اطلاعات بزند و علاوه بر آن در این اردوگاه مقاومت را سازماندهی کند. ارتش مقاومت لهستان این طرح را تأیید کرد، برای او کارت شناسایی جعلی تهیه کرد و در ۱۹ سپتامبر ۱۹۴۰ او همراه با غیرنظامیان به اردوگاه آشویتس رفت. در کمپ، او گروهی زیرزمینی را تشکیل داد. از اکتبر ۱۹۴۰، او از طریق شبکه مقاومت آشویتس اولین گزارش‌های مربوط به اردوگاه و نسل‌کشی در آن را به ستاد ارتش مقاومت لهستان در ورشو فرستاد.
در شب ۲۲ ژانویه ۱۹۴۰، در شهر پودولیان که توسط اتحاد جماهیر شوروی تصرف شده بود، قیام آغاز شد. این اولین قیام لهستان و اولین قیام ضد شوروی درجنگ جهانی دوم بود. لهستانی‌های ضد شوروی که بیشتر آن‌ها نوجوانان بودند به سربازخانه‌های ارتش سرخ و یک زندان تهاجم کردند تا سربازان لهستانی که در آنجا نگهداری می‌شدند را آزاد کنند.
یکی از حوادثی که به رشد مقاومت فرانسه کمک کرد، تهاجم به یهودیان، کمونیست‌ها، کولی‌ها، همجنسگرایان، کاتولیک‌ها و دیگران بود که باعث شد بسیاری از آن‌ها پنهان شوند. این به نوبه خود باعث شد که افراد جدیدی به مقاومت فرانسه بپیوندند.

### ۱۹۴۱
در فوریه ۱۹۴۱، حزب کمونیست هلند در آمستردام و شهرهای اطراف آن، در اعتراض به اقدامات ضدیهودی توسط نیروهای اشغالگر نازی و خشونت علیه یهودیان، یک اعتصاب عمومی به نام اعتصاب فوریه را سازمان داد که صدها هزار نفر در آن شرکت کردند. این اعتصاب توسط نازی‌ها سرکوب شد و برخی از شرکت کنندگان دستگیر و اعدام شدند.
در آوریل ۱۹۴۱، جبهه آزادی‌بخش خلق اسلوونی در استان لیوبلیانا تأسیس شد. جناح مسلح آن پارتیزان‌های اسلونی بودند. این جبهه در بر گیرنده طبقه کارگر و قومیت اسلوونی بود.
از آوریل ۱۹۴۱، دفتر اطلاعات و تبلیغات اتحاد برای مبارزه مسلحانه عملیات N در لهستان را آغاز کرد. این عملیات آمیخته‌ای از فعالیت‌های خرابکارانه، براندازی حاکمیت و تغییر نظام اجتماعی حاکم و ساختارهای قدرت بود که توسط مقاومت لهستان علیه نیروهای اشغالگر آلمان نازی انجام شد.
از مارس ۱۹۴۱ گزارش‌های ویتولد پیلکسی از طریق مقاومت لهستان به دولت در تبعید لهستان و از طریق آن، به دولت انگلیس در لندن و دیگر دولت‌های هم پیمان آن‌ها فرستاده شد. این گزارش‌ها اولین گزارش‌های منبع اطلاعاتی مقاومت در آشویتس به متحدان غربی آن‌ها بود.
در ۲۲ ژوئن ۱۹۴۱ در کرواسی به عنوان واکنش به حمله نازی‌ها به اتحاد جماهیر شوروی، پارتیزان‌های آزادیبخش خلق سیساک در نزدیکی شهر سیستان تشکیل شد. این اولین گروه مسلح پارتیزان در کرواسی بود که علیه نازی‌ها می‌جنگید.

### ۱۹۴۲
اعتصاب عمومی لوکزامبورگ در سال ۱۹۴۲، یک جنبش مقاومت مسالمت‌آمیز علیه نازی‌ها بود. یک اعتصاب سراسری، که عمدتاً در شهر ویلتز صورت گرفت، کشور را فلج کرد. در پاسخ به این اعتصاب اشغالگران آلمانی ۲۱ نفر از شرکت کنندگان در اعتصاب را به مرگ محکوم کردند.
در سپتامبر ۱۹۴۲ شورای کمک به یهودیان تأسیس شد در این شورا دموکرات‌های لهستان و دیگر فعالان کاتولیک حضور داشتند. لهستان تنها کشور در اروپا اشغال شده بود که در آن چنین سازمان مخفی ویژه‌ای وجود داشت. نیمی از یهودیانی که از جنگ جان سالم به در بردند (بیش از ۵۰٬۰۰۰ نفر) توسطٰ شورای کمک به یهودیان مورد حمایت قرار می‌گرفتند.
در شب‌های هفتم و هشتم اکتبر ۱۹۴۲، عملیات وینک آغاز شد. در این عملیات زیرساخت‌های راه‌آهن در نزدیکی ورشو هدف قرار گرفت. عملیات مشابهی که هدفش از بین بردن حمل و نقل و ارتباطات آلمان در لهستان اشغال شده بود، در ماه‌ها و سال‌های بعد همین راه‌آهن‌ها، پل‌ها و انبارها در نزدیکی ورشو و لابلین هدف عملیات قرار گرفته شدند.

### ۱۹۴۳
تا اواسط سال ۱۹۴۳، مقاومت پارتیزانی علیه آلمانی‌ها و متحدان آن‌ها رشد چشمگیری داشت. در بسیاری از نقاط اروپای اشغال شده، آلمان نازی ضربات متعددی را از طرف پارتیزان‌ها دریافت می‌کرد ولی این ضربات سنگین تر از ضرباتی نبود که به‌دست پارتیزان‌های یوگسلاوی دریافت می‌کرد.

#### نبرد نتراوا
در اوایل ژانویه سال ۱۹۴۳، ۲۰٬۰۰۰ پارتیزان یوگسلاوی که در غرب بوسنی مستقر بودند، با بیش از ۱۵۰٬۰۰۰ سرباز آلمانی و متحدین آن‌ها و حدود ۲۰۰ فروند هواپیمای لوفتاوا در نبردی به نام نتراوا شرکت کردند.
در این نبرد نهضت مقاومت یوگسلاوی علیه اشغالگران آلمانی به مرحله سرنوشت‌ساز خود رسیده بود. آلمان‌ها، ایتالیائی‌ها، کروات‌ها و صرب‌ها، علیه مبارزان مقاومت، تحت رهبری یک ژنرال آلمانی وارد عمل شده‌اند. پارتیزان‌های ژنرال «تیتو»، در مقابل آلمان‌ها نتوانستند مقاومت کنند و مجبور شدند که با چند هزار سرباز زخمی به سوی صربستان فرار کنند. نیروی اصلی پارتیزان به صربستان فرار کرد و. توانست که چتنیک‌ها که در طول جنگ با نازی‌ها همکاری می‌کردند را از بین ببرد.

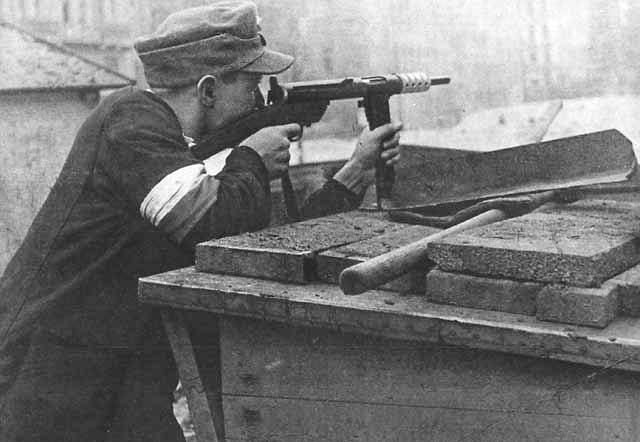
عضو ارتش لهستان در جریان قیام ورشو، اوت ۱۹۴۴

در ۱۹ آوریل ۱۹۴۳، سه عضو جنبش مقاومت بلژیک ستون بیستم نازی‌ها که ۲۰ زندانی مقاومت را منتقل می‌کرد متوقف کنند. اقدام استثنایی اعضای مقاومت بلژیک باعث آزادی یهودیان و کولی‌هایی شد که با قطار از پایگاه ارتش داسیین واقع در مکهلن بلژیک به اردوگاه کار اجباری آشویتس منتقل می‌شدند. کاروان بیستم نازی‌ها قطاری بود که ۱۶۳۱ یهودی (مرد، زن و کودک) را حمل کرد. برخی از زندانیان توانستند فرار کنند و بدین ترتیب جنبش مقاومت بلژیک این عملیات ویژه را به عنوان یک عملیات آزادسازی در تاریخ هولوکاست به ثبت رساند.

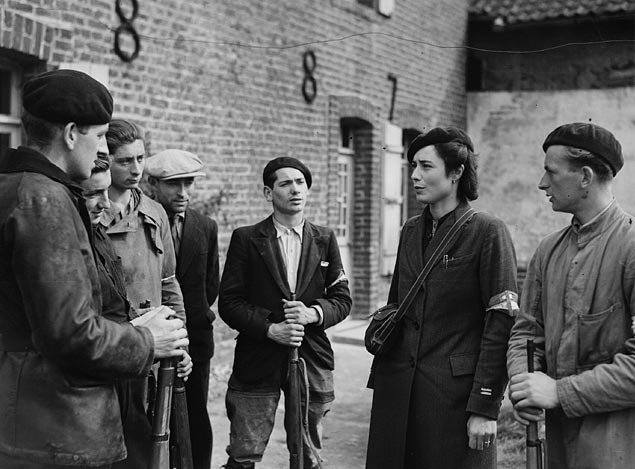
یک گروه مقاومت در بولوین فرانسه ۱۴ سپتامبر ۱۹۴۴

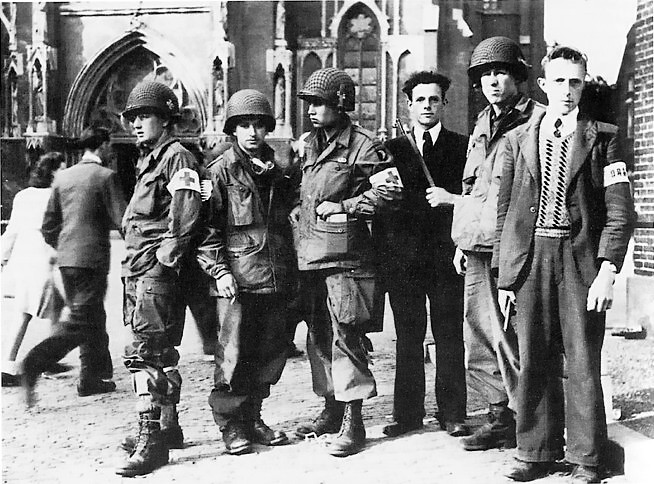
سپتامبر ۱۹۴۴ اعضای گروه ضد نازی درمقاومت آلمان

### ۱۹۴۴
در ۱۱ فوریه ۱۹۴۴، رزمندگان ارتش مقاومت لهستان آگات Agat، فرانس کوتشرا، فرمانده پلیس اس اس‌ها در ورشو را در عملیات کوتشرا ترور کردند. در بهار سال ۱۹۴۴، طرحی برای ربودن ژنرال مولر که اقدامات سرکوبگرانه اش باعث شده بود که به او لقب «قصاب کرت» داده شود، ریخته شد. ژنرال مولر قبل از اجرای طرح جزیره را ترک کرد ولی به جای او مقاومت تصمیم گرفت که ژنرال هاینریش کریپ را ترور کند.
در ۱۱ فوریه ۱۹۴۴، رزمندگان ارتش مقاومت لهستان آگات Agat، فرانس کوتشرا، فرمانده پلیس اس اس‌ها در ورشو را در عملیات کوتشرا ترور کردند. در بهار سال ۱۹۴۴، طرحی برای ربودن ژنرال مولر که اقدامات سرکوبگرانه اش باعث شده بود که به او لقب "قصاب کرت داده شود ریخته شد. ژنرال مولر قبل از اجرای طرح جزیره را ترک کرد؛ ولی به جای او مقاومت تصمیم گرفت که ژنرال هاینریش کریپ را ترور کند.
در ۲۵ ژوئن ۱۹۴۴، نبرد اوسوچی یکی از بزرگ‌ترین جنگ‌ها بین مقاومت لهستان و آلمان نازی در لهستان تحت اشغال در جنگ جهانی دوم، شروع شد. در سال ۱۹۴۴در عملیاتی با نام Most III، بریتانیایی‌ها ارتش مقاومت لهستان، را موشک‌های V-2 مجهز کرد.

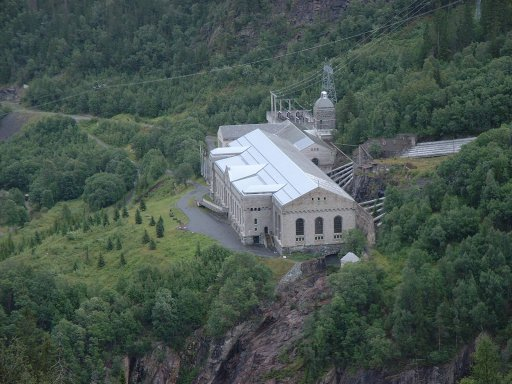
کارخانه آب سنگین ومورک در نروژ سالهای ۱۹۴۲ تا۴۴

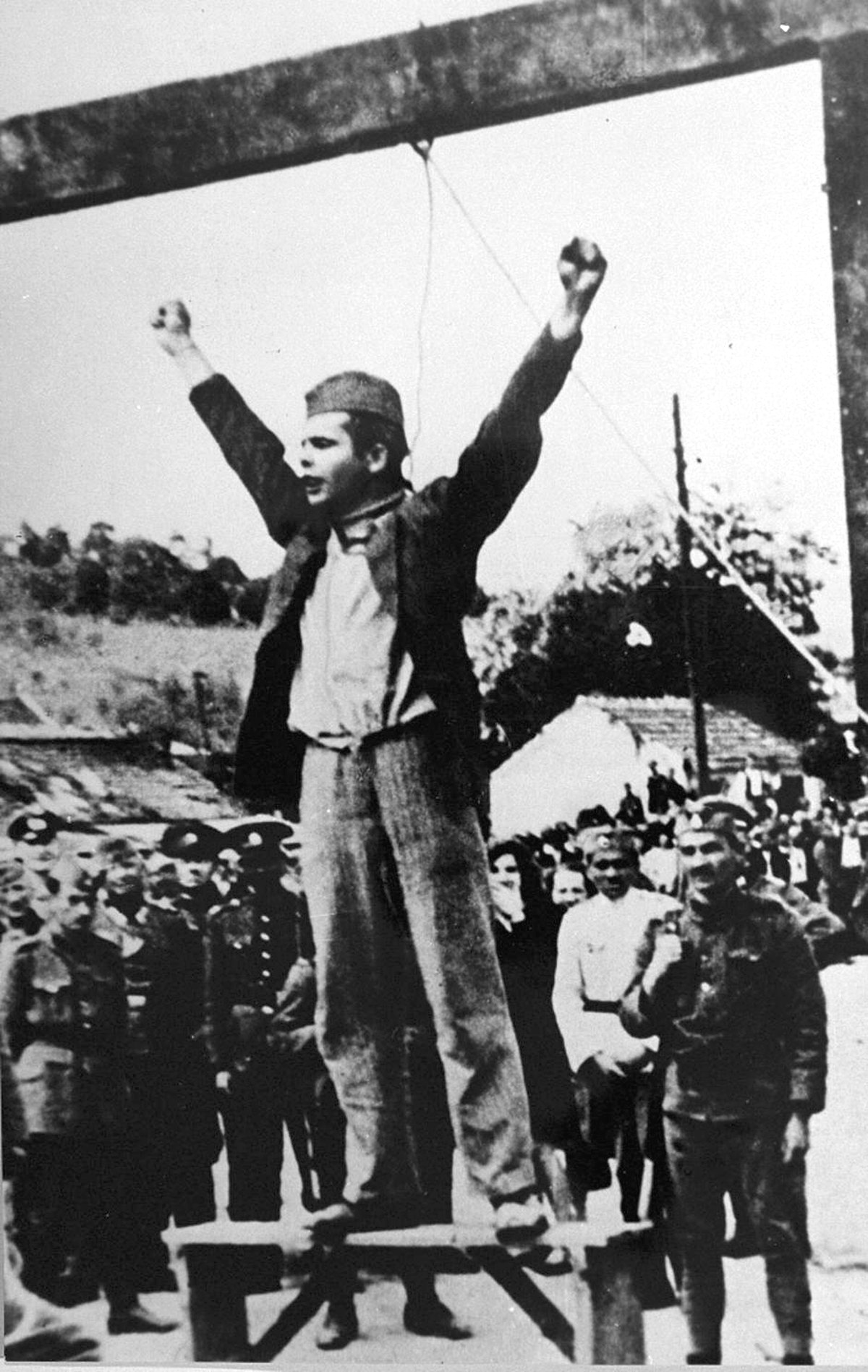
پارتیزان‌های یوگسلاوی

در تاریخ ۲۰ فوریه ۱۹۴۴ خرابکاری‌های مقاومت نروژ که سه سال طول کشیده بود با بمب‌گذاری کشتی اس اف هیدرو SF Hydro برنامه هسته‌ای آلمان را مختل کرد. این کشتی قرار بود که تعدادی تراموا و بشکه‌های آب سنگین را از کارخانه ومورک که آب سنگین تولید می‌کرد به آلمان منتقل کند. غرق کردن این کشتی در عمل آرزوهای اتمی نازی‌ها را پایان داد. بعدها نیز بریتانیا این کارخانه را هدف تهاجم قرار دادند و تهاجمات آن‌ها موفق‌ترین حملات در جنگ جهانی دوم بحساب می‌آید.
در ۳۰ اوت سال ۱۹۴۴ رزمندگان اسلواکی وارد بانسکا بیستریکا شدند و مرکز فرماندهی خود را در این شهر برپا کردند. در دهم سپتامبر همین سال پارتیزان‌های اسلواک کنترل مناطق مرکزی و شرقی اسلواکی را به‌دست گرفتند. در مناطق تحت کنترل پارتیزان‌ها دو پایگاه هوایی نیز وجود داشت. در نتیجه دو هفته جنگ، نیروی هوایی روسیه قادر شد که برای پشتیبانی از پارتیزان‌های اسلواک و روس پروازهایش را به این کشور از سر بگیرد.